# Espíritu de Montjuïc
 (février 2023).
Si vous disposez d'ouvrages ou d'articles de référence ou si vous connaissez des sites web de qualité traitant du thème abordé ici, merci de compléter l'article en donnant les références utiles à sa vérifiabilité et en les liant à la section « Notes et références ».
Espíritu de Montjuïc est une manifestation de voitures historiques de compétition, avec plus de 200 voitures de course réunies à Montmeló sur le Circuit de Barcelone, en Espagne.

## Histoire
L'Espíritu de Montjuïc est la première manche des courses historiques organisées par Peter Auto en avril, avant le Spa Classic en mai et Le Mans Classic en juillet. Lors de l'événement, un rassemblement de véhicules de collection est organisé aux abords du circuit catalan.

### Dates et fréquentation
L'organisateur revendique 20 500 visiteurs.
| Édition   | 2018         | 2019         |
| --------- | ------------ | ------------ |
| Dates     | 6 au 8 avril | 5 au 7 avril |
| Visiteurs | 20 500       |              |

### Les plateaux
Les voitures sont groupées par plateaux dont la catégorie est définie par le type de voitures en compétition et dans un intervalle d'années.
L'Espíritu de Montjuïc reçoit les plateaux by Peter Auto[pas clair], et en 2018 un plateau invité, le Modern Manufacturer Series.
- Classic Endurance Racing 1
- Classic Endurance Racing 2
- Euro F2 Classic (jusqu'en 2018)
- 2.0 Cup (à partir de 2019)
- Group C
- Heritage Touring Cup
- Sixties’ Endurance

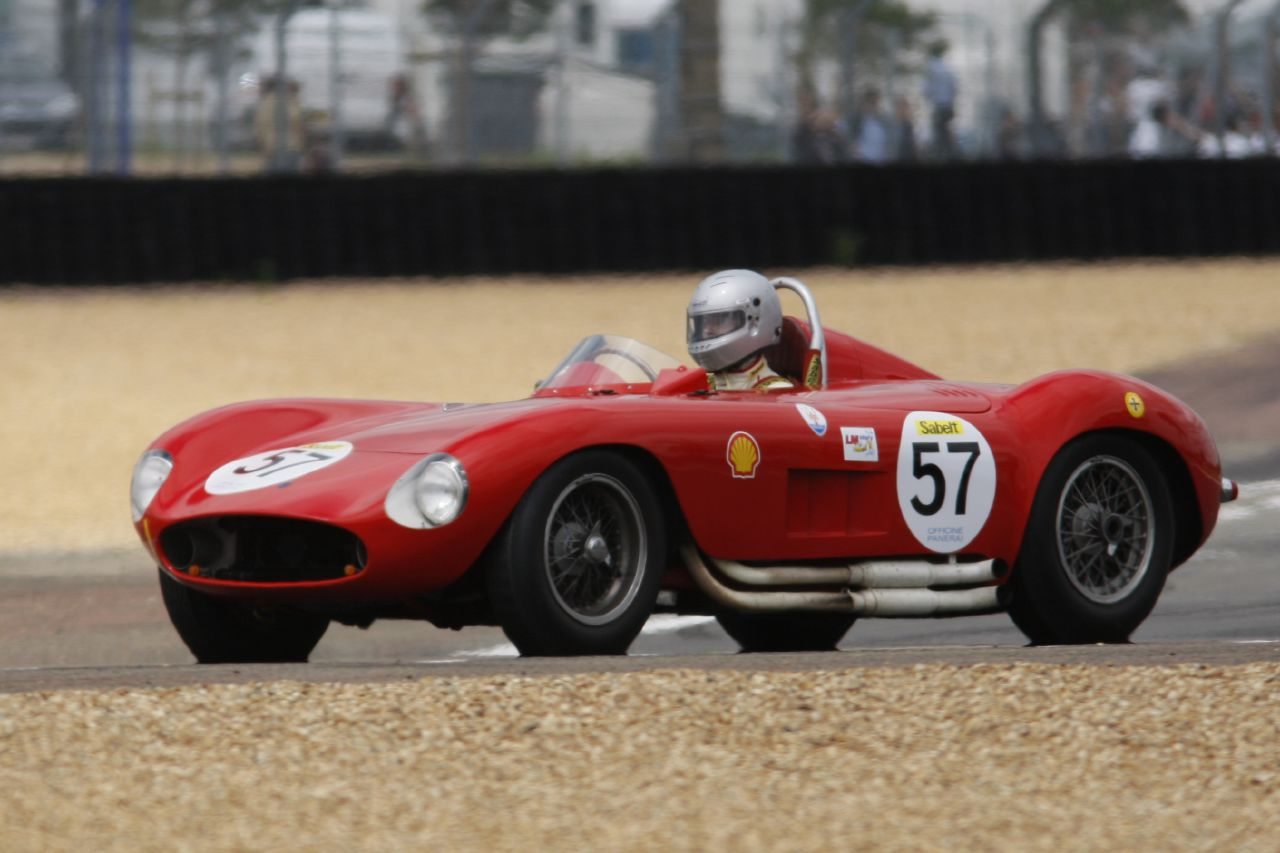
Maserati 300 S

- The Greatest’s Trophy; première apparition en 2018 avec les modèles d’endurance des années 1950-1960.
- Endurance Racing Legends (à partir de 2019)

## Éditions

### 2018
La première édition de l'Espíritu de Montjuïc gérée par Peter Auto, en collaboration avec l'Escuderia Targa Iberica, organisme créateur de l’Espíritu de Montjuïc originel, s'est déroulée du 6 au 8 avril 2018, avec 212 voitures de compétition.
| Plateaux                         | Vainqueur      | Vainqueur           | 2e             | 2e                 | 3e               | 3e               |
| -------------------------------- | -------------- | ------------------- | -------------- | ------------------ | ---------------- | ---------------- |
| Classic Endurance Racing 1       | Lopez-Maeden   | Lola T70 MKIII B    | Meiners        | Chevron B16        | France-France    | Lola T70 MKIII B |
| Classic Endurance Racing 2       | Lafargue       | Lola T298           | Devis          | Toj SC 303         | Eggiman          | Cheetah G601     |
| Euro F2 Classic (course 1)       | Veillard       | Ralt RT1            | Pink           | Lola T360          | -                | -                |
| Euro F2 Classic (course 2)       | Scemama        | March 752           | Stretton       | March 742          | Veillard         | Ralt RT1         |
| Group C (course 1)               | Lecourt-Narac  | Porsche 962C        | Tandy          | Spice SE90C        | Lyons            | Gebhardt C91     |
| Group C (course 2)               | Lendouis-Aguas | Sauber Mercedes C11 | Scemama        | Spice SE89C        | Lyon             | Gebhardt C91     |
| Heritage Touring Cup             | Lopez-Maeden   | Ford Capri 3100 RS  | Dance          | 2600 RS            | Van Riet-Grifnée | Ford Escort      |
| Sixties’ Endurance               | Van Riet       | Shelby Cobra 289    | Gill           | Shelby Cobra 289   | France-France    | Shelby Cobra 289 |
| The Greatest’s Trophy (course 1) | Gayé           | Ferrari 275 GTB/C   | Halusa         | Ferrari Breadvan   | Fierro           | Maserati 300S    |
| The Greatest’s Trophy (course 2) | Gayé           | Ferrari 275 GTB/C   | Muelder-Traber | Bizzarrini 5300 GT | Fierro           | Maserati 300S    |

### 2019
Cette année, du 5 au 7 avril 2018, ce sont 8 plateaux qui concourrent sur le circuit catalan, avec l'arrivée de l'Endurance Racing Legends et du 2.0 Cup en remplacement du plateau Euro F2 Classic, et l'Iberian Historic Endurance en plateau « invité ».
| Plateaux                              | Vainqueur                      | Vainqueur                 | 2e                            | 2e                        | 3e                                | 3e                       |
| ------------------------------------- | ------------------------------ | ------------------------- | ----------------------------- | ------------------------- | --------------------------------- | ------------------------ |
| Classic Endurance Racing 1            | Claudio Roddaro                | Porsche 917               | David Hart                    | Lola T70 MKIII B          | A.Furiani/M.O'Connell             | Chevron B19              |
| Classic Endurance Racing 2            | Yves Scemama                   | TOJ SC 304                | Henry Fletcher                | Chevron B26               | Maxime Guenat                     | Lola T 286               |
| Endurance Racing Legends (course 1)   | Shaun Lynn                     | Bentley Speed 8           | M.Lecourt/R.Narac             | Ferrari 333 SP            | Xavier Micheron                   | Lola B98/10              |
| Endurance Racing Legends (course 2)   | R.Narac/M.Lecourt              | Ferrari 333 SP            | R.Aguas/K.Lendoudis           | Aston Martin DBR9         | M.Seiler/A.Wiget                  | Chevrolet Corvette Z06 R |
| Group C (course 1)                    | Mike Wrigley                   | Spice SE89C               | Tony Sinclair                 | Spice SE90C               | I.Vercoutere/A.Müller             | Jaguar XJR11             |
| Group C (course 2)                    | Dominique Guenat               | Peugeot 905 EV13          | Kriton Lendoudis              | Mercedes-Benz C11         | Mike Wrigley                      | Spice SE89C              |
| Heritage Touring Cup                  | Christian Traber               | BMW 3.0 CSL               | Michael Erlich                | BMW 3.0 CSL               | Thierry de Latre du Bosqueau      | Ford Escort 1600 RS      |
| Sixties’ Endurance                    | T.de Latre Bosqueau/C.Van Riet | Shelby Cobra 289          | Ben Gill                      | Shelby Cobra 289          | P-A.France/E.France               | Shelby Cobra Daytona     |
| The Greatest’s Trophy (course 1)      | L.Halusa/M.Halusa              | Jaguar Type E Lightweight | C.Monteverde/G.Pearson        | Ferrari 250 GTO           | Yves Vögele                       | Porsche 904/6            |
| The Greatest’s Trophy (course 2)      | Christian Bouriez              | Bizzarrini 5300 GT        | L.Halusa/M.Halusa             | Jaguar Type E Lightweight | Jan Gijzen                        | Ferrari 275 GTB4         |
| 2.0 Cup                               | A.Smith/O.Bryant               | Porsche 911               | Mark Sumpter                  | Porsche 911               | Xavier Dayraut                    | Porsche 911              |
| Iberian Historic Endurance (course 1) | D.Hart/O.Hart                  | Ford GT40                 | R.Macedo Silva/P.Macedo Silva | Ford GT40 Roadster        | D.Von Der Lieck/R.Kelleners       | De Tomaso Pantera        |
| Iberian Historic Endurance (course 2) | D.Hart/O.Hart                  | Ford GT40                 | R.Macedo Silva/P.Macedo Silva | Shelby Cobra              | P.Bastos Rezende/M.Pais Do Amaral | Porsche 911 3.0 RS       |

### 2020
L'édition 2020 est annulée.